# Dusona australis
Dusona australis là một loài tò vò trong họ Ichneumonidae.